# Índice de Atkinson
O índice de Atkinson (também conhecido como medida de Atkinson ou medida de desigualdade de Atkinson) é uma medida de desigualdade de renda desenvolvida pelo economista britânico Anthony Barnes Atkinson. A medida é útil para determinar qual extremidade da distribuição contribuiu mais para a desigualdade observada. Além disso, é valioso por sua transparência filosófica, forçando os analistas a refletirem sobre os pressupostos normativos de suas análises de desigualdade.

## Definição
O índice de Atkinson é definido como:
{\displaystyle A_{\varepsilon }(y_{1},\ldots ,y_{N})={\begin{cases}1-{\frac {1}{\mu }}\left({\frac {1}{N}}\sum _{i=1}^{N}y_{i}^{1-\varepsilon }\right)^{1/(1-\varepsilon )}&{\mbox{para}}\ 0\leq \varepsilon \neq 1\\1-{\frac {1}{\mu }}\left(\prod _{i=1}^{N}y_{i}\right)^{1/N}&{\mbox{para}}\ \varepsilon =1\\1-{\frac {1}{\mu }}\min \left(y_{1},...,y_{N}\right)&{\mbox{para}}\ \varepsilon =+\infty \end{cases}}}
onde {\displaystyle y_{i}} é a renda individual (i = 1, 2, ..., N) e {\displaystyle \mu } é a renda média.
Em outras palavras, o índice de Atkinson é o complemento de 1 da razão entre a média generalizada de Hölder do expoente 1−ε e a média aritmética das rendas (onde, como de costume, a média generalizada do expoente 0 é interpretada como a média geométrica).

## Interpretação
A Classe de Medidas de Atkinson, proposta por Anthony Atkinson em 1970, representa um conjunto de medidas de desigualdade que se destacam por tornar explícito o julgamento de valor do analista sobre a desigualdade.  Ao contrário de outras medidas, que têm um julgamento de valor implícito, as medidas de Atkinson incorporam um parâmetro de "aversão à desigualdade" (geralmente ϵ ou ρ) como uma medida normativa explícita. Este parâmetro permite ao pesquisador expressar o quanto a sociedade (ou a política) se preocupa com as diferenças de renda entre os indivíduos.
A ideia por trás dessas medidas é o conceito de "nível de renda equivalente". Isso significa que o mesmo nível de bem-estar de uma sociedade rica, mas desigual, poderia ser alcançado em uma sociedade mais pobre, mas perfeitamente igualitária (Medeiros, 2012, p. 136). A medida de Atkinson quantifica a perda de bem-estar social devido à desigualdade. Ela é definida como: A=1−yˉy∗ Onde A é a medida de Atkinson, y∗ é a renda média da distribuição igualitária hipotética (a "renda igualmente distribuída equivalente"), e yˉ é a renda média da distribuição observada.
Assim, o índice pode ser transformado em uma medida normativa impondo um coeficiente ε para ponderar as rendas. Uma maior ponderação pode ser atribuída às mudanças em uma determinada parcela da distribuição de renda, escolhendo ε, o nível de "aversão à desigualdade", apropriadamente. O índice de Atkinson se torna mais sensível a mudanças na extremidade inferior da distribuição de renda à medida que ε aumenta. Por outro lado, à medida que o nível de aversão à desigualdade cai (ou seja, à medida que ε se aproxima de 0), o índice de Atkinson se torna menos sensível a mudanças na extremidade inferior da distribuição. O índice de Atkinson é, para nenhum valor de ε  altamente sensível às rendas mais altas devido à restrição comum de que ε não é negativo.
O parâmetro de Atkinson ε é frequentemente chamado de "parâmetro de aversão à desigualdade", uma vez que regula a sensibilidade das perdas implícitas de bem-estar social decorrentes da desigualdade de renda, medida por algum índice de entropia generalizada correspondente. O índice de Atkinson é definido em referência a uma função de bem-estar social correspondente, onde a renda média multiplicada por um menos o índice de Atkinson fornece o equivalente em bem-estar à renda igualmente distribuída. Assim, o índice de Atkinson fornece a parcela da renda corrente que poderia ser sacrificada, sem reduzir o bem-estar social, se a desigualdade perfeita fosse instituída. Para ε = 0, (sem aversão à desigualdade), o bem-estar social marginal da renda é invariante à renda, ou seja, aumentos marginais na renda produzem tanto bem-estar social para um indivíduo pobre ou rico. Nesse caso, o equivalente em bem-estar à renda igualmente distribuída é igual à renda média, e o índice de Atkinson é zero. Em suma:
Interpretação do Parâmetro de Aversão (ϵ ou ρ):
- Um valor de ϵ (ou ρ) igual a zero indica total indiferença à desigualdade; o que importa é apenas a renda média.
- Valores positivos indicam preocupação com a desigualdade. Quanto maior o valor, maior a aversão e maior o peso atribuído às rendas mais baixas. Uma aversão elevada implica que um pequeno ganho para uma pessoa muito pobre contribui muito mais para o bem-estar social total do que um grande ganho para uma pessoa rica (Medeiros, 2012, p. 122)[2].
- Medeiros (2012, p. 142)[2] ilustra que um ϵ=2 pode significar que são aceitáveis perdas de até 75% dos recursos em uma transferência para que ela gere maior igualdade.

## Propriedades
O índice de Atkinson satisfaz as seguintes propriedades:
1. O índice é simétrico em seus argumentos: {\displaystyle A_{\varepsilon }(y_{1},\ldots ,y_{N})=A_{\varepsilon }(y_{\sigma (1)},\ldots ,y_{\sigma (N)})} para qualquer permutação {\displaystyle \sigma }.
2. O índice não é negativo e é igual a zero somente se todas as rendas forem iguais: {\displaystyle A_{\varepsilon }(y_{1},\ldots ,y_{N})=0} se {\displaystyle y_{i}=\mu } para todos {\displaystyle i}.
3. O índice satisfaz o princípio das transferências: se uma transferência {\displaystyle \Delta >0} i é feito por um indivíduo com renda {\displaystyle y_{i}} para outro com renda {\displaystyle y_{j}} tal como {\displaystyle y_{i}-\Delta >y_{j}+\Delta }, então o índice de desigualdade não pode aumentar.
4. O índice satisfaz o axioma da replicação da população: se uma nova população é formada pela replicação da população existente um número arbitrário de vezes, a desigualdade permanece a mesma:{\displaystyle A_{\varepsilon }(\{y_{1},\ldots ,y_{N}\},\ldots ,\{y_{1},\ldots ,y_{N}\})=A_{\varepsilon }(y_{1},\ldots ,y_{N})}
5. O índice satisfaz o axioma da independência média, ou homogeneidade de renda: se todas as rendas forem multiplicadas por uma constante positiva, a desigualdade permanece a mesma: {\displaystyle A_{\varepsilon }(y_{1},\ldots ,y_{N})=A_{\varepsilon }(ky_{1},\ldots ,ky_{N})} para qualquer {\displaystyle k>0}.
6. O índice é decomponível em subgrupos (não aditivamente) e o índice de entropia generalizada (GE) correspondente é decomponível em subgrupos aditivamente.[5] Isso significa que a desigualdade geral na população pode ser calculada como a soma dos índices GE correspondentes dentro de cada grupo e o índice GE das rendas médias do grupo:{\displaystyle GE(\alpha ;y_{gi}:g=1,\ldots ,G,i=1,\ldots ,N_{g})=\sum _{g=1}^{G}w_{g}GE(\alpha ;y_{g1},\ldots ,y_{gN_{g}})+GE(\alpha ;\mu _{1},\ldots ,\mu _{G})}

onde {\displaystyle g} grupos de índices, {\displaystyle i}, indivíduos dentro de grupos, {\displaystyle \mu _{g}} é a renda média no grupo {\displaystyle g}, e os pesos {\displaystyle w_{g}} dependendo de {\displaystyle \mu _{g},\mu ,N} and {\displaystyle N_{g}}. A classe dos índices de desigualdade aditivamente decomponíveis é muito restritiva; na verdade, apenas os índices de entropia generalizada são aditivamente decomponíveis. Muitos índices populares, incluindo o índice de Gini, não satisfazem essa propriedade.